# Opération Geishas

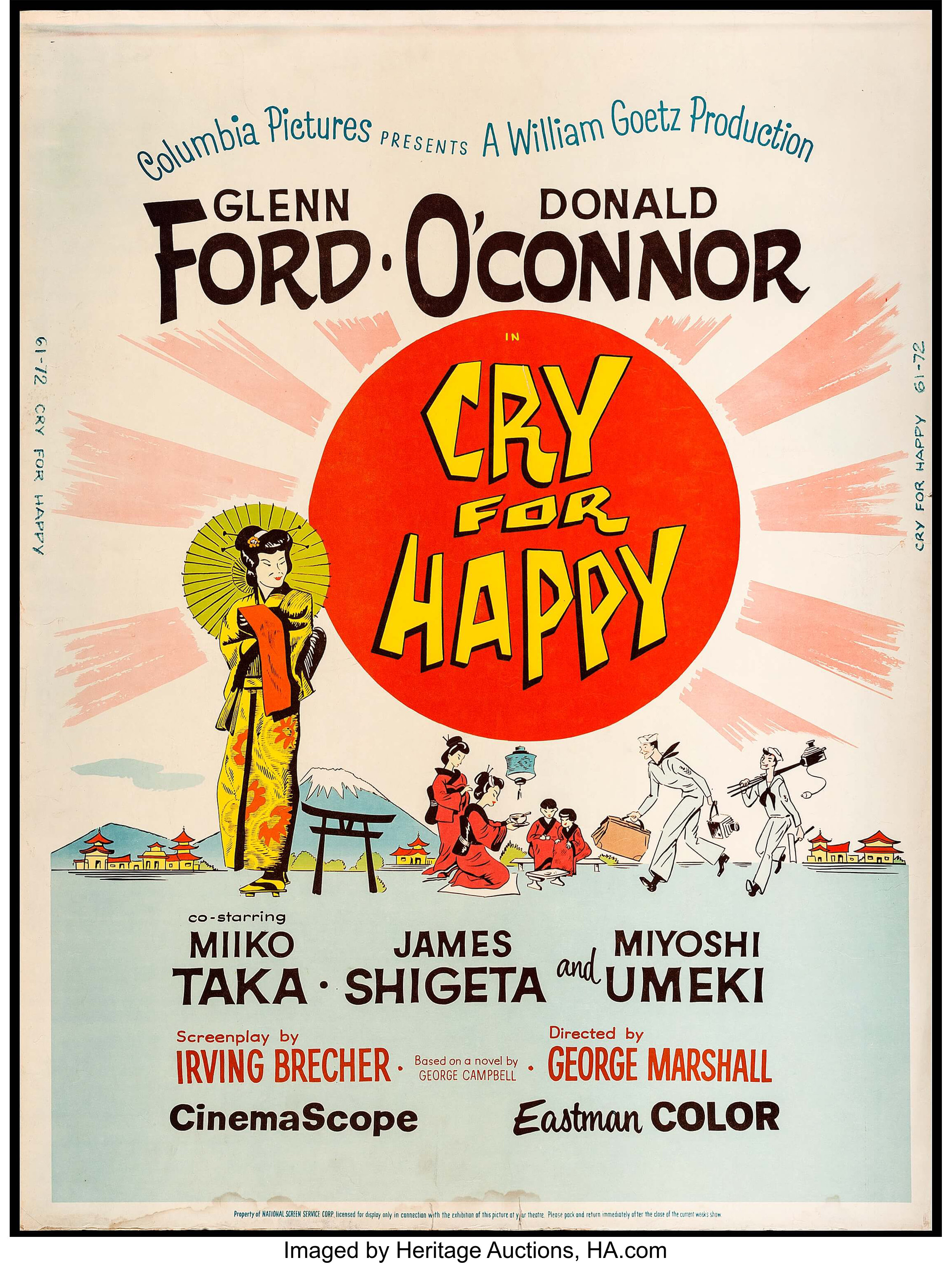
Affiche du film.

Opération Geishas (Cry for Happy) est un film américain réalisé par George Marshall et sorti en 1961.
C'est un remake non officiel du film de 1956 La Petite Maison de thé.

## Synopsis
L'action se déroule au Japon, pendant la Guerre de Corée. Un photographe de la Navy et son équipe sont logés dans une maison de geishas, et se méprennent sur les activités de celles-ci.

## Fiche technique
- Titre original : Cry for Happy
- Réalisation : George Marshall
- Scénario : Irving Brecher d'après le roman de 1958 Cry for Happy de George Campbel
- Producteur : William Goetz
- Photographie : Burnett Guffey
- Montage : Chester W. Schaeffer
- Genre : Comédie[3]
- Musique : George Duning
- Distributeur : Columbia Pictures
- Durée : 110 minutes
- Date de sortie : 
  - États-Unis : janvier 1961

## Distribution
- Glenn Ford : CPO Andy Cyphers
- Donald O'Connor : Murray Prince
- Miiko Taka : Chiyoko
- James Shigeta : Suzuki
- Miyoshi Umeki : Harue
- Michi Kobi : Hanakichi

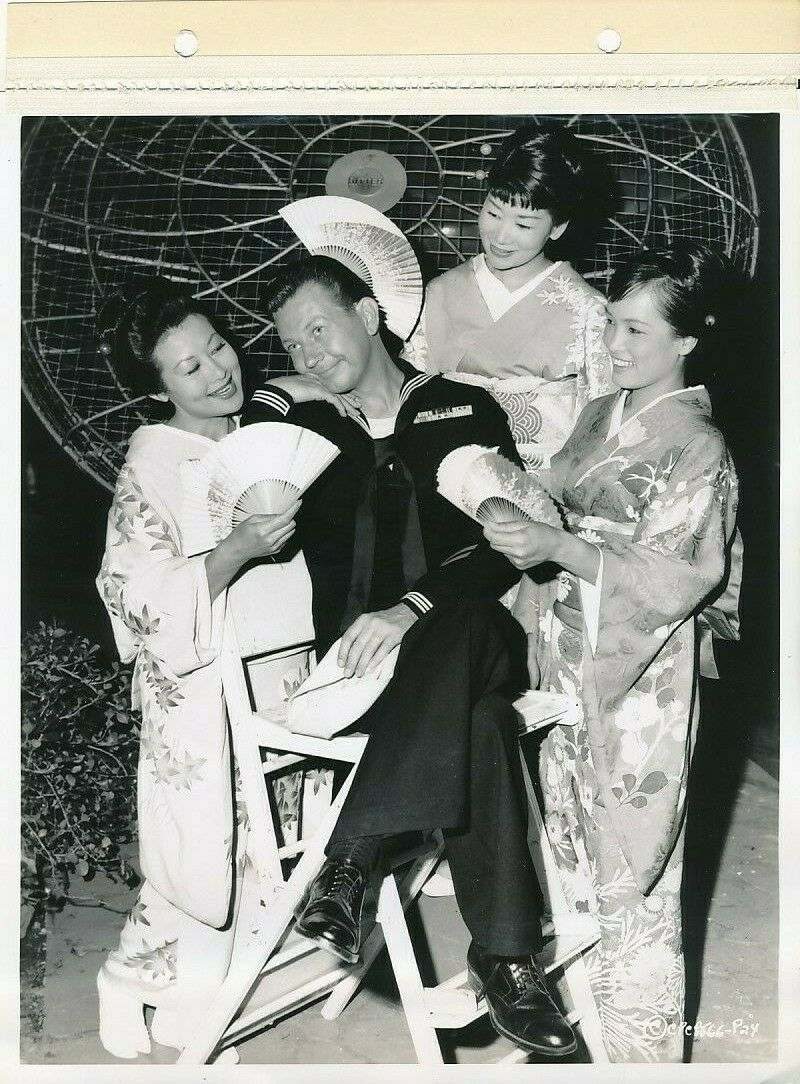
Donald O'Connor, Michi Kobi, Miyoshi Umeki et Tsuruko Kobayashi.

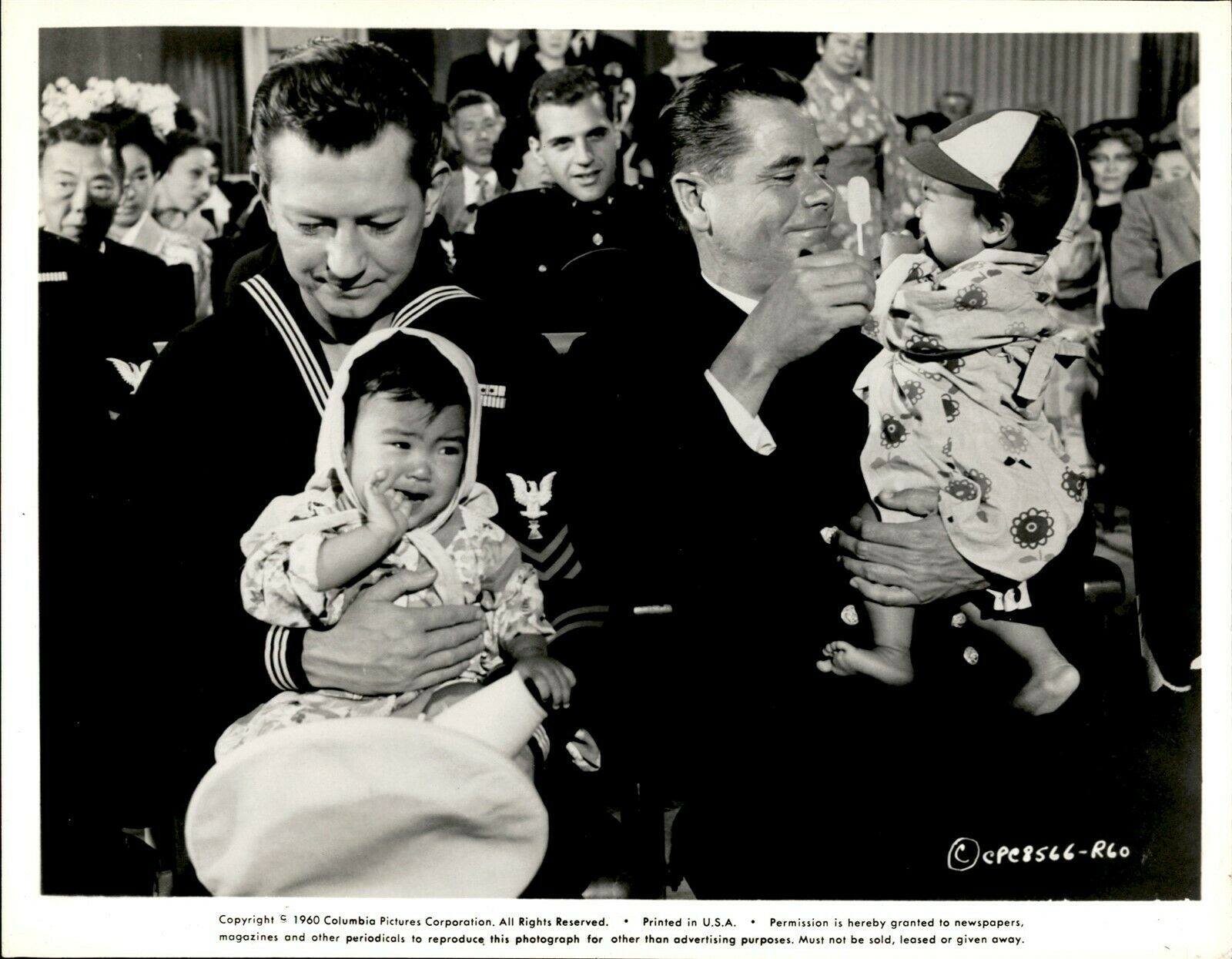
Photo de presse pour le film, avec Donald O'Connor et Glenn Ford.

- Howard St. John : Vice Adm. Admiral B. Bennett
- Joe Flynn : MacIntosh
- Chet Douglas : Lank
- Tsuruko Kobayashi : Koyuki
- Harriet E. MacGibbon : Mrs. Bennett
- Robert Kino : Mr. Endo
- Bob Okazaki : Izumi
- Harlan Warde : Chaplain
- Nancy Kovack : Camile Cameron
- Ted Knight : Lt. Glick
- Bill Quinn : Alan Lyman
- Ciyo Nakasone : Keiko